# Riserva naturale di Dauria
La riserva naturale di Dauria (in russo Даурский заповедник, Daurskij zapovednik) è una riserva naturale russa situata in Siberia nell'antica regione storica della Dauria, l'attuale settore sud-orientale del Territorio della Transbajkalia. Istituita il 25 dicembre 1987, fu inserita nel 1997 nell'elenco delle riserve della biosfera dell'Unesco.

## Geografia
Scopo principale della creazione della riserva fu quello di preservare un importante territorio di nidificazione per gli uccelli della regione. Quest'ultima è costituita da steppe, paludi e foreste che si estendono attorno a laghi di steppa, di cui i più importanti sono il Barun-Torey e lo Zun-Torey. La riserva si estende su una superficie di 45.790 ettari, ma la zona protetta è più estesa, in quanto ricopre 163.530 ettari. Essa è suddivisa in nove settori.

## Flora

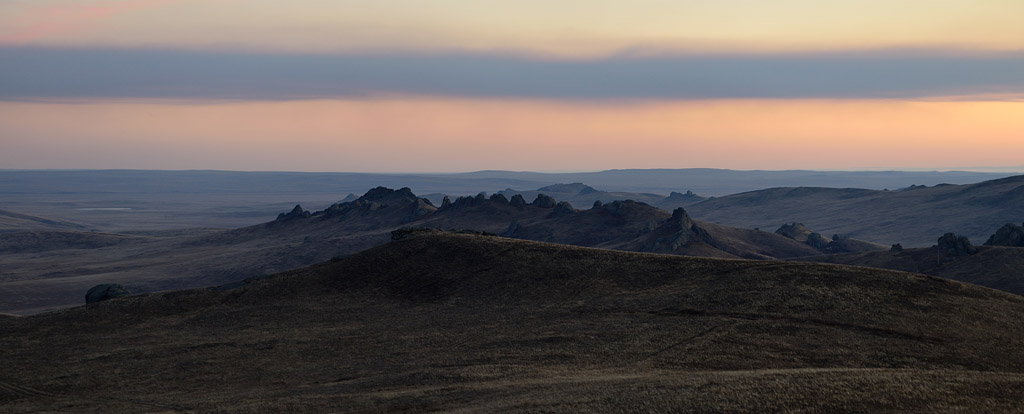
Veduta panoramica della riserva naturale.

Nella riserva sono state censite quattrocentoquaranta specie di piante, tra cui ventotto protette a livello regionale e tre (Iris tigridia, Asparagus brachyphyllus e Tripogon chinensis) in tutto il territorio russo.

## Fauna

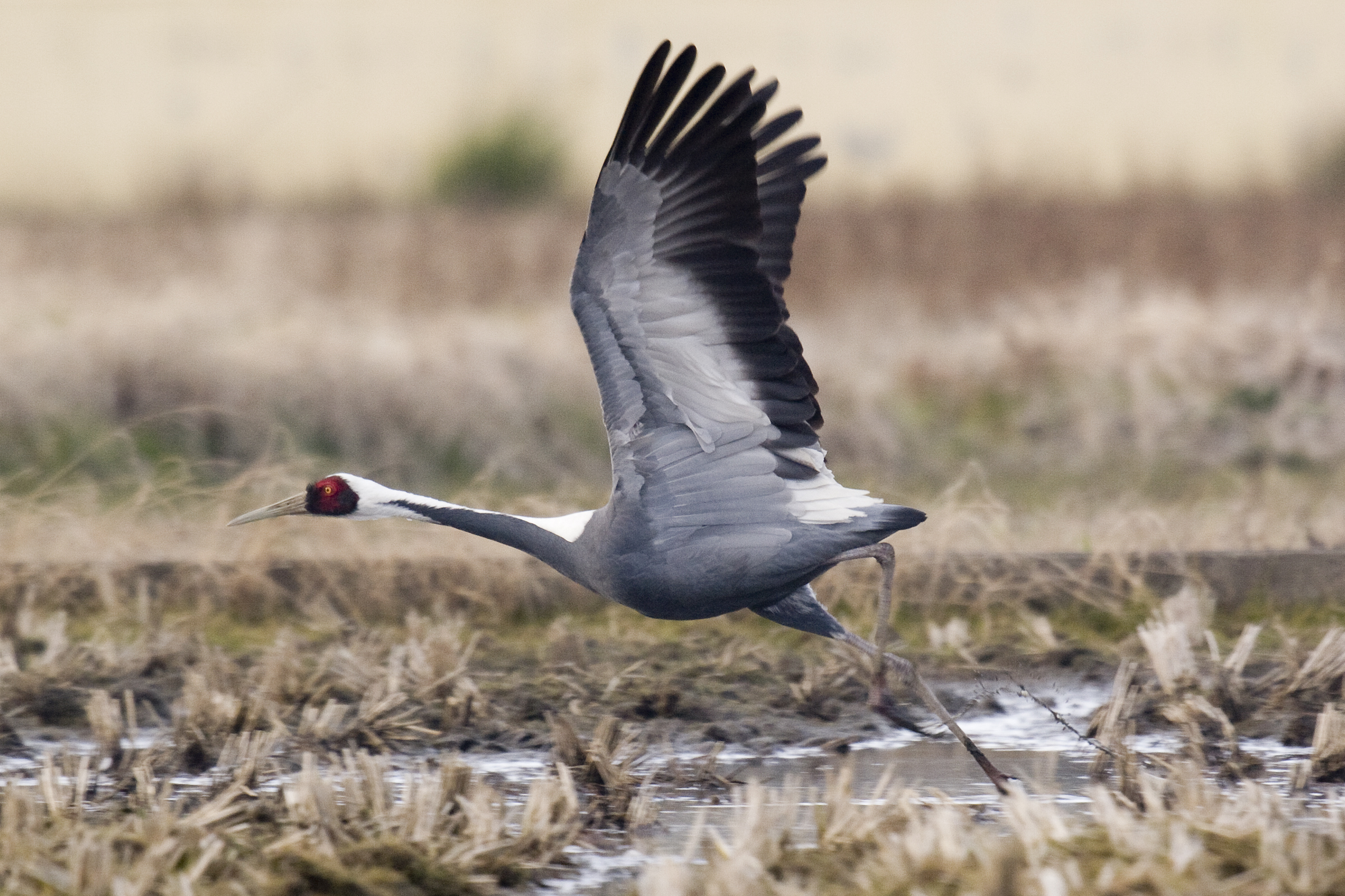
Una gru nucabianca.

Nella riserva sono state censite quattro specie di pesci, tre di anfibi, trecentoquindici di uccelli e cinquantadue di mammiferi.
Quasi un centinaio di specie di uccelli qui presenti sono più o meno gravemente minacciate. Nidificano qui quattro specie di gru: la gru nucabianca, la gru cenerina, la gru della Manciuria e la damigella di Numidia.
Tra le cinquantadue specie di mammiferi ricordiamo la marmotta siberiana, il riccio della Dauria, il gatto di Pallas e la gazzella della Mongolia. È l'unico angolo della Russia in cui questa specie si riproduce ed è presente permanentemente. Nel settembre 2011 ne furono censiti tra 3600 e 3800 esemplari.
La maggior parte delle specie che vivono qui sono proprie della steppa. Solamente in alcune zone di steppa boscosa nelle località di Adon e di Zasuchei incontriamo specie della taiga, come l'arvicola boreale, il topo selvatico coreano o lo scoiattolo. Tra i mammiferi figurano quattro specie di toporagni, il pika della Dauria, sei specie di pipistrelli, due di lepri e ventidue di roditori. Ricordiamo inoltre quattro specie di canidi, sei di mustelidi, due di felidi e quattro di artiodattili. In passato popolavano la zona anche emioni e argali, oggi scomparsi dalla regione.

## Scambi scientifici
Nel 1994 venne siglato un accordo tra Russia, Mongolia e Cina per scambi scientifici tra la riserva naturale di Dauria e riserve naturali analoghe sugli altri lati del confine.